# Chitonopsis hanseni
Chitonopsis hanseni är en kräftdjursart som beskrevs av Hugo Frederik Nierstrasz 1931. Chitonopsis hanseni ingår i släktet Chitonopsis och familjen klotkräftor. Inga underarter finns listade i Catalogue of Life.